# Ana Elena Garuz
Ana Elena Garuz (Panamá, 20 de febrero de 1971) es artista visual panameña. Actualmente se dedica sobre todo a la pintura abstracta. Ha participado en diversas exposiciones individuales y colectivas en Panamá, América Latina y Estados Unidos. 

## Educación
Estudió Bellas Artes en Savannah College of Art and Design, en Georgia, Estados Unidos. Realizó su maestría en Arte con especialización en pintura en la Universidad de Nueva York. Fue una de las participantes en el taller que Arturo Duclos dictó en la Universidad de Artes, Ciencias y Comunicación-UNIAC C en Santigo, Chile.    

## Características del trabajo artístico
En sus obras, mayormente abstractas, trata de temas introspectivos y viscerales. Al largo de su carrera ha experimentado con el empleo de diversas técnicas y uso de soportes variados. Una de sus características más importantes como artista es el uso de materiales orgánicos, como cabello humano y pelo de caballo, y materiales que se semejan a flujos corporales. 
De acuerdo con Mónica Kupfer, en 1996 la artista “impresionó al público con su exposición Hebras”, en la Galería Berheim. Sus trabajos artísticos, entre ellos esculturas, collages, fotografía y pinturas, según Adrienne Samos, “denotan gran sentido del espacio y del movimiento, y expresan una visceralidad inquietante, tanto por la manera en que mancha, chorrea y raya la superficie, como por el uso de materiales que semejan fluidos corporales”.
Con el tiempo se dedicó a crear mayormente pinturas abstractas y cargadas de expresionismo. Actualmente, sigue presente su evolución hacia la abstracción incluyendo la fotografía. Según Reinier Rodríguez, “el recurso a la fotografía ha tenido en su obra un efecto impactante, no solo como medio para potenciar la expresividad del pelo como objeto lineal, sino también como recurso durante el proceso creativo del proyecto pictórico”.
La artista panameña declara que la inspiración para su trabajo viene del artista francés Henri Matisse. En entrevista al periódico La Prensa comenta que "Henri Matisse pintaba con tijeras (...) yo pienso con tijeras".

## Exposiciones

### Exposiciones individuales
1993
- Galería San Felipe, Panamá.[6]
- Crepe Café, Savannah, Georgia, EE. UU.[6]

1995
- Washington Square East Gallery, New York, EE. UU.[6]

1996
- Hebras. Galería Bernheim, Panamá.[6]

2012
- "Miramientos", Arteconsult, Panamá.

2015
- "Cortes", Arteconsult, Panamá.

2016
- Ejercicios de concentración. Galería Diablo Rosso.[7]
- "Solo Booth Untitled Art Fair", Diablo Rosso, Miami, FL.

2018
- "Bottom Line", Diablo Rosso, Panamá.

2020
- "Si las paredes hablaran", Diablo Rosso, Panamá.

2022
- "Fragmentos de una Imagen", Diablo Rosso, Panamá.

2023
- "Fragments of Belief and Disbelief", Proxyco, Nueva York.

2024
- "Hojeando", Lucy García Gallery, Santo Domingo, República Dominicana.

2025
- "Greetings from Panamá", Diablo Rosso, Panamá.

### Exposiciones colectivas
1993
- Savannah College of Art and Design, Georgia, EE. UU.[6]

1994
- Rosenberg Gallery, New York, EE. UU.[6]
- Museo de Arte Contemporáneo, Panamá.[6]

1995
- Casa de la Cultura, Quito, Ecuador.[6]

1996
- Centro Cultural de la Municipalidad de Miraflores, Lima, Perú.[6]

- Casa de las Américas, Madrid, España.[6]

1998
- Museo de Arte Contemporáneo, Panamá.[6]

2008
- VI Bienal de Artes Visuales del Istmo Centroamericano en Tegucigalpa, Honduras.[1]

2009
- "Abstracción Latinoamericana", Arteconsult, Panamá.[1]

2011
- "Cuenta atrás 00-11", Museo de Arte Contemporáneo, Panamá.[1]

2012
- "Pinta Art Fair Booth", Arteconsult, Earls Court Exhibition Centre.

2013
- "Trazos Perceptivos: Mujeres Artistas de Panamá, Centro Cultural del BID, Washington D. C., Estados Unidos.

2014
- "Arte Panameño Hoy", Museo de Arte Moderno, Santo Domingo, República Dominicana.

2017
- "Machete Galeria", Zona Maco, Centro Banamex, México DF.

2018
- "A room is made up of other spaces", Proxyco Gallery, New York.
- "Trueque", Museo de Arte Contemporáneo, Panamá.

2021
- "Mi nombre es Legión", Museo de Arte Contemporáneo, Panamá.
- "El papel lo aguanta todo", Diablo Rosso, Panamá.
- "Panorama", Lucy Garcia Galería, Santo Domingo, República Dominicana.

2023
- "Ahora guardas las Huellas de mis pasos: Nuevas adquisiones de la Colección MAC", Museo de Arte Contemporáneo, Panamá.

2024
- "Provocaciones", Fundación Cortes, San Juan, Puerto Rico.
- "Puntos en Resistencia", NG Art Gallery, Centro Espacio Arte, Panamá.

2025
- "Musas, Perspectivas femeninas en las colecciones del MAMM y MAC"; MAMM, Medellín y MAC, Panamá.

## Premios
- Mención de Honor en la Segunda Bienal de Arte de Panamá, 1994.[6]
- Primer premio en el concurso Nacional Ron Bacardí de Pintura Joven, 1995.[6]
- Mención de Honor en el Concurso Nacional de Pintura organizado por el Instituto Nacional de Cultura, 1995.[6]